# Ànec cuallarg

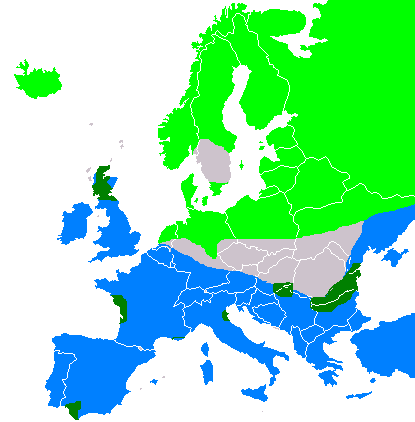
Distribució de l'ànec cuallarg a Europa: verd clar (àrea de cria), blau (àrea d'hivernació) i verd fosc (tot l'any).

El nom d'ànec cuallarg (anomenat grisa collerada, coer a les Balears i cua de jonc al País Valencià) (Anas acuta), ho diu tot: el mascle té una llarga cua punxeguda i la femella la té una mica més curta.

## Morfologia
- El mascle llueix una banda blanca al pit. A més, té el cap i la part posterior del color de xocolata. La resta del plomatge és grisa, amb les infracobertores caudals negres.
- La femella és més esvelta que les femelles d'altres espècies, i de color més clar.[2]
- Fa uns 56 cm.

## Hàbitat
És molt nombrós a l'hivern, però de manera localitzada, perquè tan sols es localitza al Delta de l'Ebre i a l'Albufera de València

## Alimentació
És un ànec molt granívor i oportunista que s'alimenta principalment en arrossars o en zones d'aigua de poca fondària. També menja plantes aquàtiques, insectes i mol·luscs.